# Rio Harmonia
O rio Harmonia é um curso de água que banha o município de Telêmaco Borba, no estado do Paraná.
O rio Harmonia é um afluente do rio Tibaji e está localizado no município de Telêmaco Borba, na região dos Campos Gerais do Paraná.
Em seu curso há uma barragem construída na década de 1940 pelas Indústrias Klabin, com finalidade de formar um reservatório com capacidade de 5.000.000 m³ para abastecimento da fábrica de papel e celulose e do bairro de Harmonia.